# Товарное обеспечение денег
Товарное обеспечение денег — товары и услуги, предназначенные для покрытия денежной массы, которая может быть направлена на потребление. Если количество имеющихся денежных средств больше стоимости товаров в текущих ценах, такие деньги называют товарно необеспеченными.
Товарное обеспечение соответствует только той части денежного оборота, которая существует в данный период в форме спроса. В современных условиях обеспечение постоянства функции денег как меры стоимости существует только в форме товарного обеспечения. Создание денег без создания натуральных благ приводит в действие механизм инфляции, обеспечивающий постоянное приведение «стоимости денег» в соответствие с их реальным обеспечением. Обеспечение бумажных денег товарами, услугами и драгоценными металлами делает торговлю эквивалентной, а не спекулятивной.
Следует различать обеспечение денег товарами в масштабах всей экономики и обеспечение учреждения, выпустившего деньги. Первое, в отличие от второго, не влечёт за собой никаких обязательств и ответственности. Например, ФРС США до 1933 года обеспечивала выпущенные ею банкноты золотом и серебром, а сегодня не обеспечивает никакими товарами. При этом банкноты обеспечиваются всеми товарами и услугами экономики, хотя в юридическом плане это обеспечением не является.